# Ocotea erectifolia
Ocotea erectifolia là loài thực vật có hoa trong họ Nguyệt quế. Loài này được (C.K.Allen) van der Werff miêu tả khoa học đầu tiên năm 1988.